# آخي تانين (2012)
آخي تانين (بالعبرية: אח"י תנין) هي غواصة إسرائيلية من فئة دولفين 2. سُميت باسم تانين نسبة «التنين»، الوحش الأسطوري الذي ورد في الأساطير العبرية ومع ذلك قد يعني الاسم «التمساح» في اللغة العبرية الحديثة وهي ثالث غواصة في البحرية الإسرائيلية تحمل هذا الاسم بعد آخي تانين (س-71) وآخي تانين (1977). أُطلقت الغواصة في فبراير 2012 في كيل بألمانيا، وسُلمت إلى ميناء حيفا في وقت لاحق من ذلك العام، ودخلت الخدمة في 2014.

## نظرة عامة
تعتبر آخي تانين واحدة من أكثر الغواصات تطوراً في العالم، وهي أغلى سلاح حربي يمتلكه الجيش الإسرائيلي. تعد أنظمة السونار والدفاع للغواصة متطورة ومُحسَّنة مقارنة بسابقاتها. يمكن أن تحمل سلسلة غواصات دولفين ذات نظام الدفع الهوائي المستقل [الإنجليزية] (AIP) صواريخ جوالة بمدى يصل إلى آلاف الكيلومترات، ويمكن تزويدها برؤوس حربية نووية. يُشكل نظام الدفع الهوائي المستقل أحد التحسينات الرئيسية وهو عنصر تقني متقدم يقع في وسط الغواصة ويعتمد، من بين أمور أخرى، على تقنية خلايا الوقود التي تسمح لمحرك الديزل والكهرباء المدمج باستخدام الأكسجين دون الحاجة إلى استهلاكه من مصدر آخر غير الماء. تطلبت هذه الترقية تمديد طول الغواصة بحوالي عشرة أمتار والغرض منها هو السماح ببقاء أطول في البحر.
سيسمح الانتهاء من تشغيل الأنظمة والتقنيات الجديدة في هذه الغواصة إلى حد ما بتركيب بعضها أيضاً في الغواصات القديمة التي تخدم حالياً في البحرية الإسرائيلية.
كان من المفترض أن تصل آخي تانين إلى إسرائيل وفقاً للخطة الأصلية خلال 2013، ولكن بسبب الأعطال لم تصل الغواصة حتى سبتمبر 2014. تأجل وصول الغواصة لأنها اعتُبرت نموذج أولي فريد من نوعه بُني خصيصاً للبحرية الإسرائيلية، ونتيجة لذلك نشأت مشاكل الإنتاج من البداية. تستخدم الغواصة مرسى درور المتعدد الحدود في قاعدة حيفا والذي بُني خصيصاً لغرض استقبال هذا النوع من الغواصات.
تقدر تكلفة كل غواصة من هذا النوع بنحو 400 مليون يورو، تمول الحكومة الألمانية ثلث قيمتها. جرى تطوير وتصنيع جزء كبير من الأنظمة المثبتة في الغواصات في إسرائيل. وقالت مصادر دفاعية إنه بعد تجهيز الغواصات، ستحتفظ ألمانيا بصفقة شراء متبادلة مع شركات مدنية ودفاعية إسرائيلية.
تُمثل آخي راحاب الغواصة التالية من هذه السلسلة التي تخدم في سلاح البحرية. اختار دافيد بن غوريون رئيس الوزراء الإسرائيلي اسم آخي «تانين» وآخي «راهاف»(1) لأول غواصتين في البحرية الإسرائيلية. وهذان الأسمان يرجعان في الأصل إلى مخلوقين بحريين أسطوريين ذُكرا في سفر المزامير وأيوب وغيرهما من الأسفار:
- «أَنْتَ شَقَقْتَ الْبَحْرَ بِقُوَّتِكَ. كَسَرْتَ رُؤُوسَ التَّنَانِينِ عَلَى الْمِيَاهِ». سفر المزامير، إصحاح 74، آية-13
- «بِقُوَّتِهِ يُزْعِجُ الْبَحْرَ، وَبِفَهْمِهِ يَسْحَقُ رَهَبَ». سفر أيوب، إصحاح 26، آية-12

سبقت غواصة آخي تانين الحالية، الغواصة آخي تانين (س-71) من فئة إس، التي خرجت من الخدمة في يناير 1968، وآخي تانين (غواصة من فئة غال) التي التي خرجت من الخدمة في 2002.
اُستُقبلت آخي تانين في احتفال رسمي في القاعدة البحرية في حيفا في 23 سبتمبر 2014، بعد رحلة متواصلة (معظمها تحت سطح البحر) قادمة من مصنع الشركة المصنعة أتش دي دبليو في مدينة كيل، ألمانيا.

## الملاحظات
1. يُشار للاسم أيضاً بـ«راحاب» و«رَهَبَ».

## وصلات خارجية
- Israeli submarine Dolphin
- FAS: Israel: Submarines
- Dolphin class submarines cutaway diagram, Der Spiegel, 5 June 2012